# 락키존슨
로키 존슨(Rocky Johnson, 본명: Wayde Douglas Bowles, 1944년 8월 24일 ~ 2020년 1월 15일)은 미국의 프로 레슬러 선수이며, 2008년에 WWE 명예의 전당에 입성하였으며 2020년에 사망했다. 드웨인 존슨의 아버지이다.